# Landesstreik

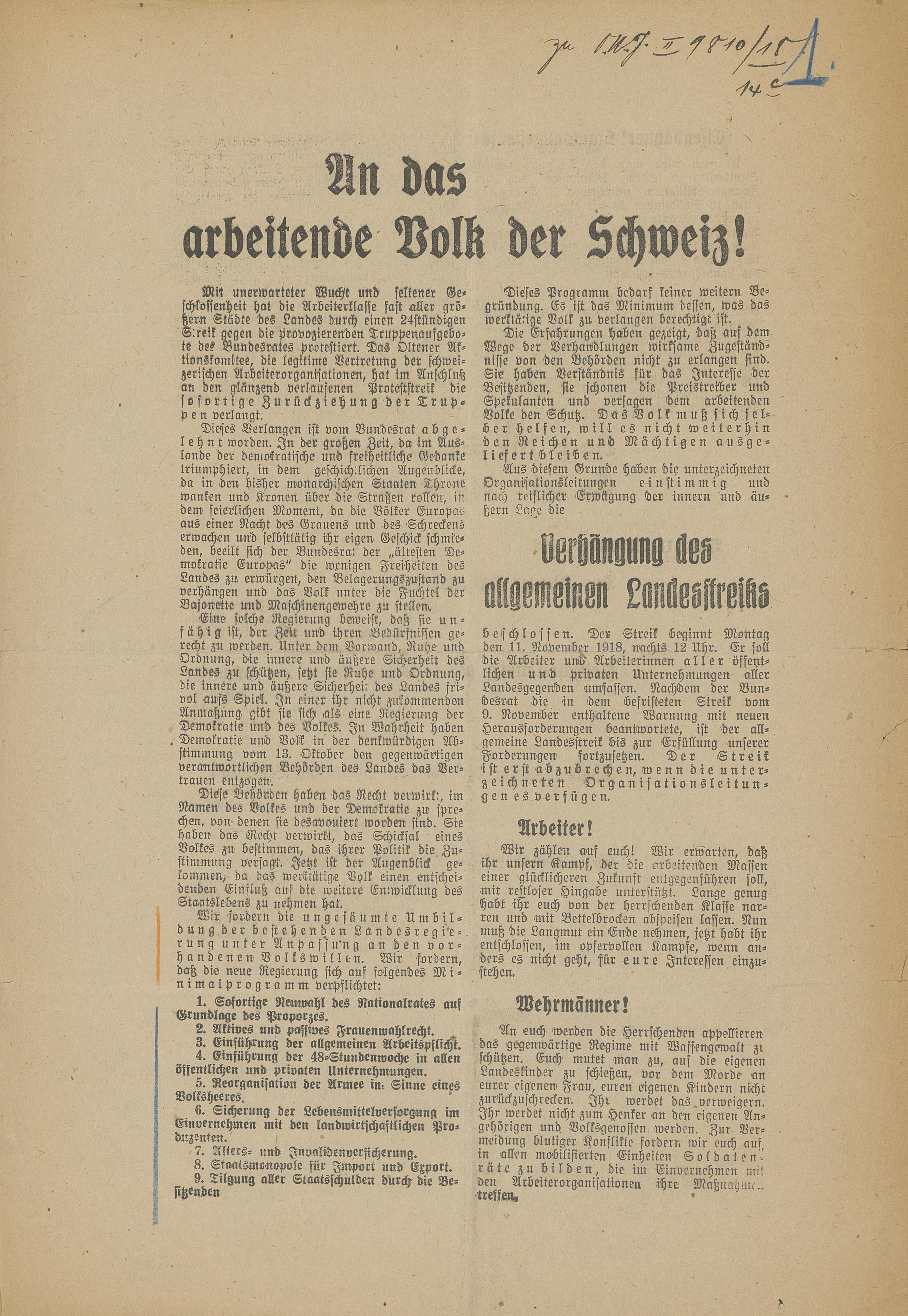
Streikaufruf des Oltener Komitees (Seite 1)

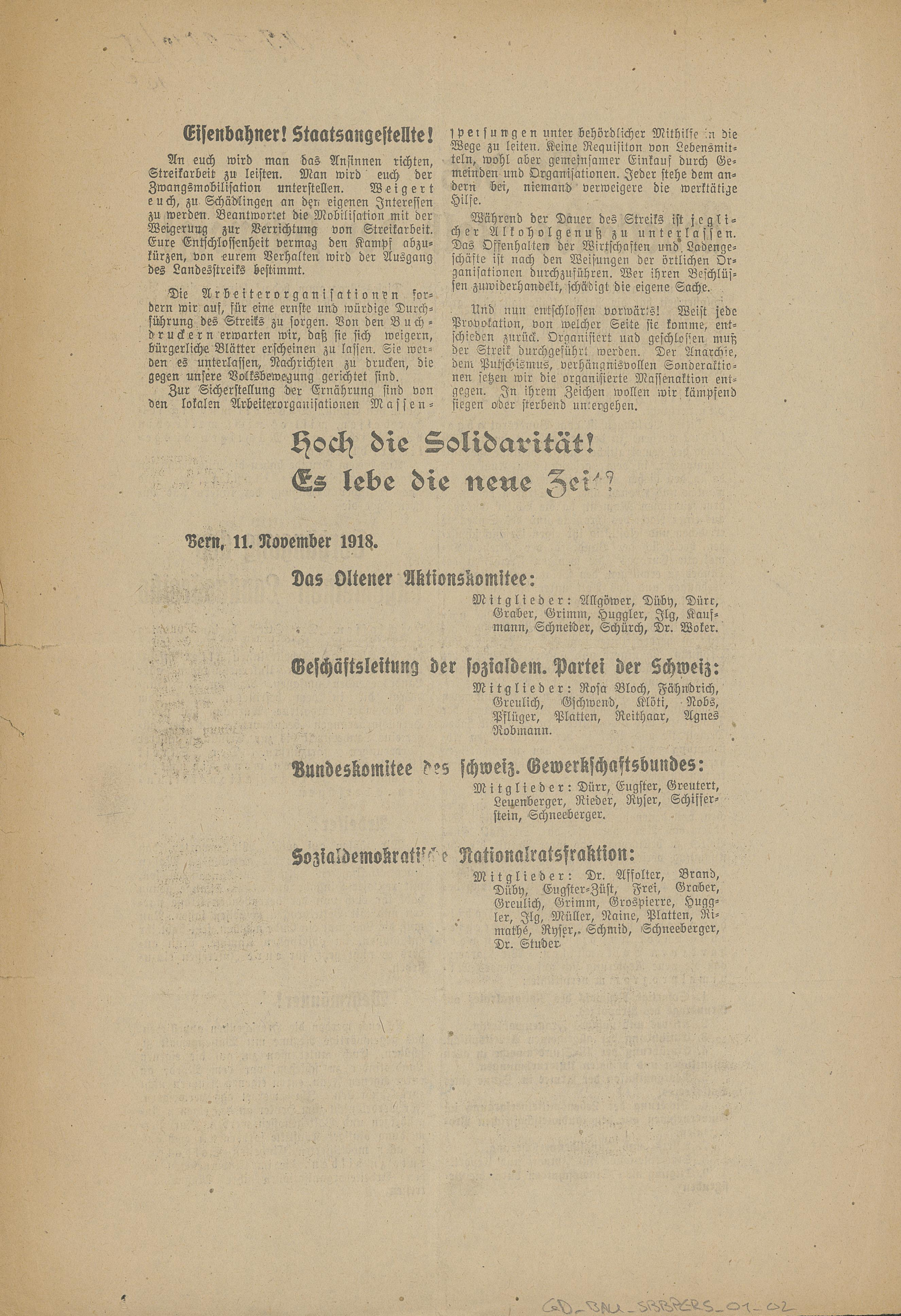
Streikaufruf Seite 2

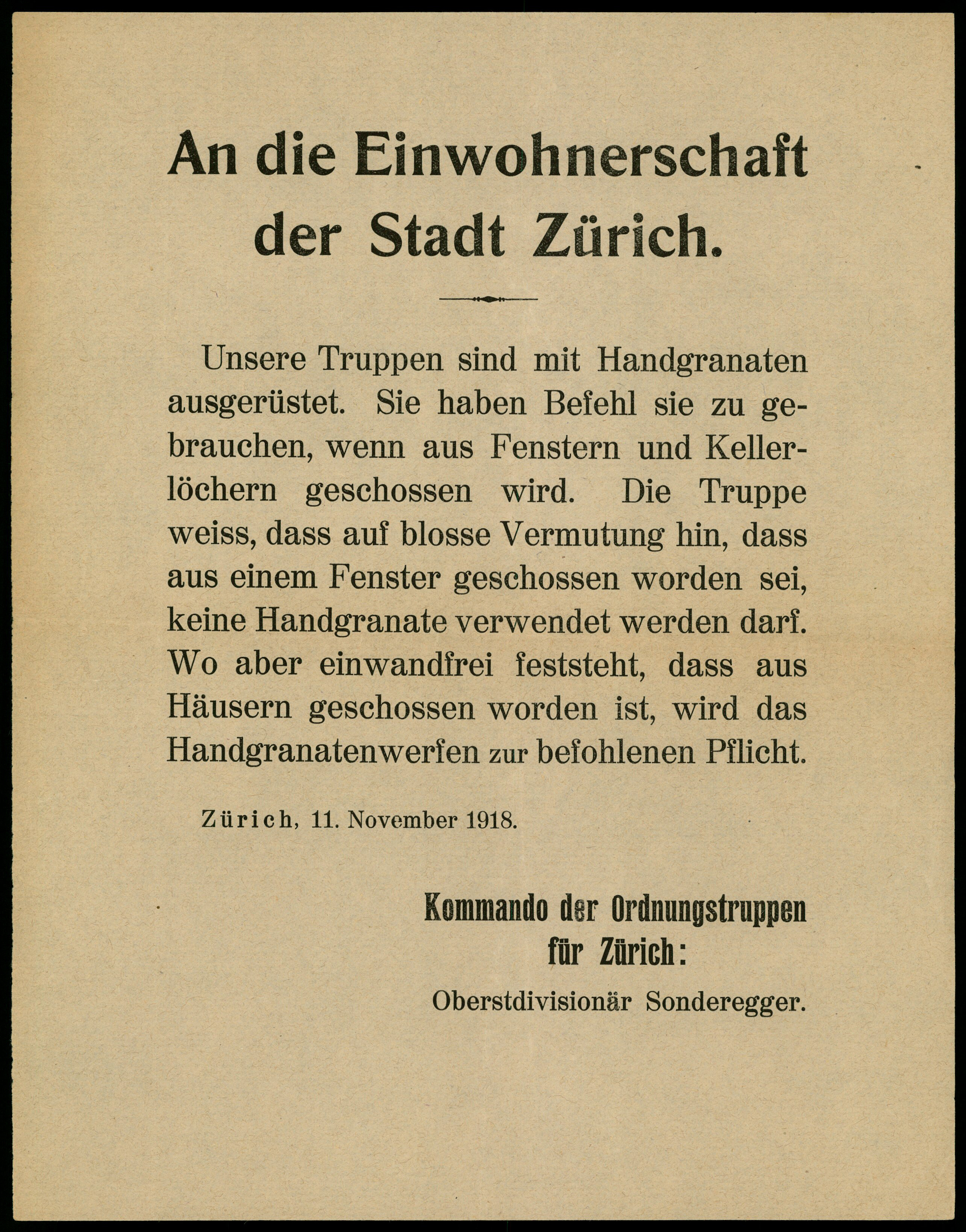
Plakat der Ordnungstruppen in Zürich

Der Landesstreik war ein Generalstreik in der Schweiz, der vom 12. bis zum 14. November 1918 dauerte. An den Streiktagen beteiligten sich rund 250'000 Arbeiter und Gewerkschafter. Drei Personen wurden im Zuge des Streiks durch Ordnungstruppen getötet. Der Landesstreik gilt als wichtigste gesellschaftspolitische Auseinandersetzung der schweizerischen Zeitgeschichte und bildete den Auftakt für zahlreiche soziale und politische Veränderungen.

## Vorgeschichte

### Streikkultur vor dem Ersten Weltkrieg
Die Schweiz war im späten 19. und frühen 20. Jahrhundert in Bezug auf die Streiktätigkeit im internationalen Vergleich kein Sonderfall; seit den späten 1860er-Jahren hatten die Arbeitsniederlegungen massiv zugenommen. In den 1870er-Jahren zählte man 71 Streiks, in den 1880er-Jahren 137 und in den 1890er-Jahren 449. Im ersten Jahrzehnt des 20. Jahrhunderts stieg die Zahl der Arbeitseinstellungen sprunghaft auf 1'418 an. Zwischen 1902 und 1912 gab es auch zehn lokale Generalstreiks. Der erste ereignete sich in Genf, im Jahre 1912 legte schliesslich auch die Zürcher Arbeiterschaft die Arbeit nieder. Wichtigster Befürworter des Generalstreiks war in der Schweiz der am linken Flügel der Sozialdemokratischen Partei (SP) politisierende Robert Grimm. Demgegenüber zeigten sich die Gewerkschaften zunächst sehr skeptisch.

### Versorgungs- und Verteilungskrise während des Ersten Weltkriegs
Dass gegen Ende des Ersten Weltkrieges die Idee eines landesweiten Generalstreiks in der Schweizer Arbeiterbewegung zunehmend populärer wurde, war kein Zufall. Seit dem Kriegsausbruch hatten sich die Lebensbedingungen breiter Massen zunehmend verschlechtert. Hatte sich zu Beginn des Krieges die Sozialdemokratie – ohne dass sie allerdings in die Landesregierung eingebunden worden wäre – der Politik des „Burgfriedens“ angeschlossen und waren die Konflikte eher entlang der Grenze der mit unterschiedlichen Kriegsparteien sympathisierenden Sprachgruppen verlaufen, so verschärfte sich die Kluft zwischen Arbeiterschaft und Bürgertum in den folgenden Jahren mehr und mehr.
Die zunehmende Inflation schuf Gewinner und Verlierer. Profiteure waren die Landwirtschaft, teilweise auch die Industrie, die nicht selten für beide kriegführenden Blöcke produzierte. Auf der Verliererseite standen die Lohnabhängigen, denen der Teuerungsausgleich erst spät und keineswegs vollständig gewährt wurde, die Wehrmänner und ihre Familien, die grosse Einkommensverluste hinnehmen mussten und häufig ihre Arbeitsplätze verloren, sowie die Konsumenten, die unter der zunehmenden Lebensmittel-, Energie- und Kleidungsknappheit und dem massiven Ansteigen der Mieten litten. Die Ernährungskrise schlug sich sogar in Gewicht und Wachstum von Kindern nieder. 1917 erfolgte eine Rationierung der Grundnahrungsmittel. Im letzten Kriegsjahr war mehr als ein Sechstel der Bevölkerung (in den Städten zum Teil sogar ein Viertel) auf Notstandsunterstützungen angewiesen, die, wenn überhaupt, erst nach entwürdigenden behördlichen Prozeduren ausgerichtet wurden. Da die Baukosten während der Kriegsjahre um das Zweieinhalbfache stiegen, kam die Wohnbautätigkeit fast zum Erliegen, was wiederum eine starke Erhöhung der Mietzinsen nach sich zog. Ganze Familien wurden in Einzelzimmern oder Baracken untergebracht.
Ernährungskrise und Wohnungsnot gingen weit über das Kriegsende hinaus. So waren in der Stadt Zürich noch im Oktober 1919 7 Prozent der Bevölkerung von Nahrungsmittelhilfen abhängig. Zugleich erreichte in Zürich 1919 die Wohnungsnot mit einem Leerwohnungsbestand von lediglich 0,05 % den Höhepunkt. Die im Schnitt rund 30 Prozent Reallohnverluste, welche Arbeiter und Angestellte während der Kriegszeit erlitten, wurden erst 1919/20 nach einer Streikwelle allmählich ausgeglichen. Die Lebensmittelrationierung hielt bis April 1920 an.
Auch in der Armee war die Stimmung keineswegs die beste. Die Wehrmänner, die im Schnitt während der Kriegsjahre 500 bis 600 Tage Militärdienst leisteten, waren finanziell sehr schlecht abgesichert und litten zudem unter dem preussischen Drill des deutschlandfreundlichen Generals Ulrich Wille. Da noch kein Erwerbsersatz existierte, wurden Wehrmannsfamilien zunehmend von weiblichen Einkommen abhängig, die durchschnittlich wenig mehr als die Hälfte der Männerlöhne betrugen. Viele Familien sanken deshalb unter die Armutsgrenze.

### Streik- und Protestwelle ab 1916
Die wachsende soziale Unrast führte in der zweiten Kriegshälfte zu einer Zunahme von Streiks und Demonstrationen. Hatte es 1916 35 Arbeitsniederlegungen mit 3'330 Beteiligten gegeben, so waren es im folgenden Jahr bereits 140 Streiks, an denen sich 13'459 Arbeiter beteiligten. Im Jahre 1918 streikten dann (ohne den Landesstreik mitzuzählen) 24.382 Personen in 269 Fällen. Seit dem Sommer 1916 gab es auch Marktdemonstrationen verzweifelter Arbeiterinnen, und in verschiedenen Städten, so in Zürich am 10. Juni 1918, fanden auch eigentliche Hungermärsche von Frauen statt, die die Behörden zum Handeln aufrütteln wollten. Am 30. August 1917 fanden in zahlreichen Schweizer Ortschaften während der Arbeitszeit grosse Teuerungsdemonstrationen statt, an denen sich mehrere Zehntausend Männer und Frauen beteiligten. Einen Höhepunkt erreichte der soziale Protest 1917 mit den Zürcher Novemberunruhen. Am 15. November ereigneten sich im Anschluss an eine Versammlung zur Feier der eben erfolgten Oktoberrevolution in Russland Aktionen gegen zwei Munitionsfabriken am Stauffacherquai, die von einer etwa tausendköpfigen Menschenmenge unter Führung des später legendären „Friedensapostels“ Max Daetwyler vorübergehend zur Einstellung der Produktion gezwungen wurden. In den folgenden zwei Tagen ereigneten sich Strassenschlachten zwischen Demonstrierenden, Polizei und Militär, die vier Todesopfer forderten. Im März 1918 plünderten verzweifelte Männer und Frauen in Bellinzona die Milchzentrale. Im Juli gleichen Jahres wurde bei einem Hungerkrawall in Biel ein junger Mann von der Ordnungstruppe erschossen und führten Teuerung und Lebensmittelknappheit zu einem lokalen Generalstreik in Lugano.
Zudem radikalisierten sich Teile der schweizerischen Sozialdemokratie. Im September 1915 und im April 1916 fanden unter der Leitung Robert Grimms in Zimmerwald und Kiental internationale Konferenzen von Linkssozialisten statt, die für eine möglichst rasche Beendigung des Krieges plädierten. Bereits im November 1915 stellte sich der Parteitag der SPS hinter die Ziele dieser sogenannten „Zimmerwalder Bewegung“. Der SP-Parteitag von 1917 brachte dann den Antimilitaristen einen entscheidenden Sieg. War im Herbst 1914 der sicherheitspolitische Vorkriegskurs, der zwar eine Verminderung der Militärausgaben verlangte und den Einsatz der Armee gegen Streikende unterbinden wollte, grundsätzlich die militärische Landesverteidigung aber anerkannte, noch bekräftigt worden, so wurde im Juni 1917 mit 222 gegen 77 Stimmen ein vom linken Flügel um Grimm initiierter Antrag gutgeheissen, der die „Verschärfung des grundsätzlichen Kampfes gegen den Militarismus und die ihm Vorspanndienste leistenden nationalistischen und chauvinistischen Bestrebungen“ und die „Bekämpfung der militärischen Institutionen und Ablehnung aller militärischen Pflichten des bürgerlichen Klassenstaates durch die Partei“ postulierte und die sozialdemokratischen Bundesparlamentarier verpflichtete, „unter grundsätzlicher Motivierung alle Militärforderungen und -kredite abzulehnen“. Dieser Kurs war nicht unumstritten, neun SP-Nationalräte distanzierten sich öffentlich davon.

### Spanische Grippe
Gegen Kriegsende breitete sich auch in der Schweiz eine Grippeepidemie aus, an der rund die Hälfte der Schweizer Bevölkerung erkrankte und die etwa 22'000 Todesopfer forderte. Damit wurde 1918 zum einzigen Jahr des 20. Jahrhunderts, als in der Schweiz mehr Menschen verstarben als geboren wurden. Die überwiegende Mehrzahl der Toten stammten aus der Zivilbevölkerung, aber auch etwa 1500 Wehrmänner fielen der Grippe zum Opfer.  Die erste Grippewelle im Sommer 1918 fiel zeitlich mit der raschen Verschärfung der Versorgungsengpässe zusammen. In der Presse und seitens der Arbeiterbewegung gab es heftige Angriffe auf die Armeeführung wegen die Verbreitung der Grippe fördernder Unterkunftsverhältnisse der Aktivdienstsoldaten und mangelhafter Vorbereitung der Sanitätstruppen. Die auf diese zusätzliche Krise schlecht vorbereiteten Behörden reagierten erst mit zeitlicher Verzögerung, sprachen Versammlungsverbote aus und publizierten Hygieneanweisungen. Grosse Inkonsequenzen gab es bei den Anordnungen über Veranstaltungsverbote und Restaurantschliessungen zwischen den einzelnen Kantonen und Gemeinden.
Die zweite, noch heftigere Grippewelle im Herbst fiel zusammen mit einer Zuspitzung der Konflikte zwischen Arbeiterbewegung und politischer und militärischer Führung sowie dem Landesstreik.
In den Landesstreikdebatten schoben sich Regierung und Arbeitervertreter gegenseitig die Schuld an den wegen des Ordnungsdiensts erkrankten Soldaten in die Schuhe. In der Folge wurde die Pandemie vor allem von rechts politisch zu instrumentalisieren versucht, indem die grippetoten Soldaten etwa in Wahlkämpfen mit teilweise massiv übertriebenen Zahlen als Opfer des Generalstreiks dargestellt wurden. Für sie entstanden ab 1919 in etwa 70 Ortschaften Denkmäler, die sich an den Kriegsgefallenenmonumenten der Nachbarländer orientierten, während der zwölfmal zahlreicheren zivilen Grippeopfer kaum gedacht wurde. Effektiv wurde die Ausbreitung der Grippe durch das massive Militäraufgebot für den inneren Einsatz Anfang November 1918 beschleunigt, während der Landesstreik selber mit seiner Lahmlegung des Verkehrs und des öffentlichen Lebens dagegen zur Abflachung des Ansteckungskurve beitrug.

## Das Oltener Aktionskomitee
Im Februar 1918 wurde als Bindeglied zwischen der Partei und den Gewerkschaften das Oltener Aktionskomitee gegründet, dessen Präsidium Robert Grimm übernahm. Primäres Ziel des Aktionskomitees war zunächst die Bekämpfung einer vom Bundesrat geplanten Zivildienstpflicht für alle 14- bis 60-Jährigen, bald traten indessen andere Themen in den Vordergrund. Als der Bundesrat im April den Milchpreis erhöhte, drohte das Komitee zunächst mit dem Generalstreik und rief dann im Juni zu Teuerungsdemonstrationen auf. Erneut wurde im Juli wegen des Bundesbeschlusses über die Unterstellung des Vereins-, Versammlungs- und Demonstrationsrechts unter die Kontrolle der Kantone mit dem Generalstreik gedroht. Daraufhin bildete der Bundesrat am 9. August eine „Landesstreik-Kommission“ als internes Anti-Streik-Organ.

## Der Weg in den Landesstreik

### Ausstände diverser Gruppierungen im Herbst 1918, bürgerliche Revolutionsängste und Militäraufgebot
Im Herbst 1918, als sich das nahende Ende des Krieges zunehmend abzeichnete, spitzte sich die Situation mehr und mehr zu. Am 30. September trat das Zürcher Bankpersonal für Lohnerhöhungen in den Ausstand. Nachdem sich die Arbeiterschaft mit dieser Forderung solidarisiert und einen lokalen Generalstreik organisiert hatte, endete dieser Arbeitskampf mit einem vollen Erfolg. Am 13. Oktober wurde in einer eidgenössischen Volksabstimmung die vom Bundesrat zur Ablehnung empfohlene Proporzinitiative mit einer Zweidrittelmehrheit angenommen. Damit zeichnete sich das Ende der seit der Gründung des Bundesstaates bestehenden freisinnigen Hegemonie ab. Noch im Herbst 1917 hatte der Freisinn in den letzten Majorzwahlen mit einem Wähleranteil von etwa 40 Prozent die absolute Mehrheit gewonnen, während die Sozialdemokraten zwar über 30 Prozent der Stimmen errangen, jedoch nur etwa 10 Prozent der Mandate zugeteilt erhielten.
Am 22. Oktober forderte die Schweizerische Bankiervereinigung von Bundesrat und Armeeleitung ein härteres Vorgehen als beim Zürcher Bankstreik. Am 29. Oktober rief die SP zu Kundgebungen anlässlich der Jahresfeier der Russischen Revolution auf, worauf General Wille beim Bundesrat unter Verweis auf angebliche linke Putschpläne ein Truppenaufgebot für Zürich beantragte, damit jedoch zunächst abblitzte.
Am 3. November entstand in Genf eine erste Bürgerwehr unter Théodore Aubert, der in den 1930er-Jahren dann Nationalrat der faschistischen Union Nationale werden sollte. Am 4. November malte General Wille in einem Schreiben an den Bundesrat (sogenanntes «Wille-Memorial») die «Möglichkeit eines plötzlichen unerwarteten Ausbruchs einer Revolution» in der Schweiz an die Wand und forderte vom Bundesrat ein massives Militäraufgebot für die Grossstädte, «um dieses Gesindel in seine Schlupfwinkel zurückzuscheuchen». Zugleich zog er die bisherigen Besatzungstruppen aus Zürich ab, um der Zürcher Kantonsregierung deren Abhängigkeit von der Armeeleitung zu demonstrieren. Am 5. November ersuchte der dadurch erschreckte Zürcher Regierungsrat um Truppenschutz. Am 6. November beschloss der Bundesrat ein massives Militäraufgebot zur Besetzung der Städte Zürich und Bern sowie die Ausweisung der Sowjetmission. Am 8. November 1918 hörte eine Telefonistin Telefongespräche zwischen Robert Grimm und Ernst Nobs sowie weiteren Beteiligten ab und meldete dies ihren Vorgesetzten. Diese Gespräche verdeutlichten, dass die Revolutionsängste der Behörden unbegründet waren. Durch die Telegramm- und Telefonzensur versuchte die PTT die Verbindung zwischen den lokalen Streikkomitees und der Generalstreikleitung zu unterbrechen. Das Tessin beispielsweise blieb während des Streiks kommunikativ isoliert.

Abhörprotokoll eines Telefonats zwischen Robert Grimm und Ernst Nobs vom 8. November 1918

 Die aus ländlichen Gebieten rekrutierten Besatzungstruppen in Zürich standen unter dem Kommando Emil Sondereggers. Sonderegger, später Generalstabschef der Schweizer Armee, dann Waffenhändler im Auftrag der SIG und Anfang der 1930er-Jahre schliesslich führendes Mitglied mehrerer frontistischer Organisationen, verbot die Zürcher Revolutionsfeier.
Am 9. November organisierte das Oltener Aktionskomitee in 19 Städten einen 24-stündigen Proteststreik gegen die militärische Besetzung Zürichs. In Zürich beschloss die Arbeiterunion entgegen den Weisungen des Aktionskomitees einen unbefristeten Generalstreik. Am 10. November fand auf dem Zürcher Münsterhof trotz des Verbots eine Revolutionsfeier statt, an der sich etwa 7000 Personen beteiligten. Die zur Verhinderung dieses Anlasses aufgebotenen Truppen trugen erstmals kriegsmässig Stahlhelme. Bei Zusammenstössen auf dem Münsterplatz, deren Auslöser umstritten blieb, wurde ein Soldat getötet und mehrere Personen verletzt. In der Folge sprachen Vertreter des Aktionskomitees beim Bundesrat vor und verlangten den Rückzug der Truppen. Daraufhin wurden die Beziehungen zwischen den beiden Gremien abgebrochen. Am folgenden Tag liess Sonderegger an seine Truppen Handgranaten verteilen und gab den Befehl zum Schusswaffengebrauch gegen widerspenstige Zivilisten. Eine ausserordentliche Session der Bundesversammlung trat zusammen, der Bundesrat erliess ein neues Truppenaufgebot und unterstellte das Bundespersonal der Militärgesetzgebung.
Das Oltener Aktionskomitee stand angesichts dieser Entwicklungen vor einer wegweisenden Entscheidung: schloss es sich den Zürcher Entscheiden an, führte dies zu einem Generalstreik. Täte es dies nicht, würde der Einfluss auf die Arbeiterschaft schwinden. Es proklamierte daraufhin einen unbefristeten Landesstreik für den 12. November.

### Ereignisse in den Nachbarstaaten
Die erste Novemberhälfte war in zahlreichen Ländern eine dramatische Zeit. In zwei Nachbarstaaten spielten sich zeitgleich revolutionäre Ereignisse ab. In Deutschland hatten am 29. Oktober, nachdem die Niederlage der Mittelmächte bereits klar war, Matrosen der Hochseeflotte in Kiel und Wilhelmshaven den Gehorsam verweigert, um ihr Leben nicht bei einem sinnlosen letzten Gefecht gegen britische Verbände zur Ehrenrettung des kaiserlichen Marineoffizierskorps aufs Spiel setzen zu müssen. Bis zum 10. November bildeten sich praktisch in allen grösseren Städten revolutionäre Arbeiter- und Soldatenräte, welche die städtischen Verwaltungen übernahmen. Am Morgen des 9. Novembers erreichte die Revolution auch die Reichshauptstadt. Reichskanzler Prinz Max von Baden erklärte eigenmächtig den Rücktritt des Kaisers und übergab die Regierungsgeschäfte dem SPD-Vorsitzenden Friedrich Ebert. Dieser wollte die Revolution in geordnete Bahnen lenken und die Frage der Staatsform einer demokratisch gewählten Konstituante überlassen. Um 14 Uhr rief aber Philipp Scheidemann, ein anderer führender Exponent der SPD, vom Balkon des Reichstags aus die Republik aus und zwei Stunden später proklamierte der Spartakist Karl Liebknecht die „freie sozialistische Republik“. Am folgenden Tag reiste Wilhelm II. vom Hauptquartier in Belgien in die neutralen Niederlanden und als neue Regierung konstituierte sich der sozialdemokratische „Rat der Volksbeauftragten“. Am 11. November wurde in Compiègne der Waffenstillstand mit den Westmächten unterzeichnet.
Parallel dazu löste sich auch die Donaumonarchie auf. Noch am 17. Oktober hatte Kaiser Karl I. in der Hoffnung, seinen Thron zu retten, in einem „Völkermanifest“ für die Zukunft einen föderativen Staatsaufbau versprochen. Vier Tage darauf kam es aber in Wien zur Revolution und zur Eröffnung einer deutsch-österreichischen Nationalversammlung. Eine Woche später wurde die Unabhängigkeit der Tschechoslowakischen Republik proklamiert und am 1. November bildete sich auch eine selbständige ungarische Regierung. In Zagreb kam ein südslawischer Kongress zusammen und wenige Wochen darauf wurde das Königreich der Serben, Kroaten und Slowenen, das zukünftige Jugoslawien, gegründet. Am 11. November verzichtete Kaiser Karl auf jeden Anspruch an der Regierung; das alte Österreich hatte zu existieren aufgehört.

### Forderungskatalog
Im Vergleich zu den Umbrüchen in den Nachbarländern war der Forderungskatalog, den das Oltener Aktionskomitee für die Schweiz präsentierte, wenig revolutionär:
1. Sofortige Neuwahl des Nationalrates nach dem Proporzsystem
2. Frauenstimmrecht
3. Einführung einer Arbeitspflicht
4. Beschränkung der Wochenarbeitszeit (48-Stunden-Woche)
5. Reorganisation der Armee zu einem Volksheer
6. Ausbau der Lebensmittelversorgung
7. Alters- und Invalidenversicherung
8. Staatsmonopole für Import und Export
9. Tilgung der Staatsschulden durch die Besitzenden

Die Streikforderungen griffen teilweise alte sozialpolitische und verfassungsrechtliche Anliegen der Arbeiterbewegung (wie die 48-Stunden-Woche, die Altersversicherung und das Frauenstimmrecht) auf, teilweise bezogen sie sich direkt auf kriegsbedingte Probleme wie die Lebensmittelknappheit und die Staatsverschuldung. Bereits am Morgen des 6. Novembers 1918, vor dem Bekanntwerden des Militäraufgebots, hatte das Oltener Aktionskomitee eine Kampagne für diese Anliegen ins Auge gefasst.

## Ablauf des Landesstreiks

Truppen auf dem Waisenhausplatz während des Landesstreiks

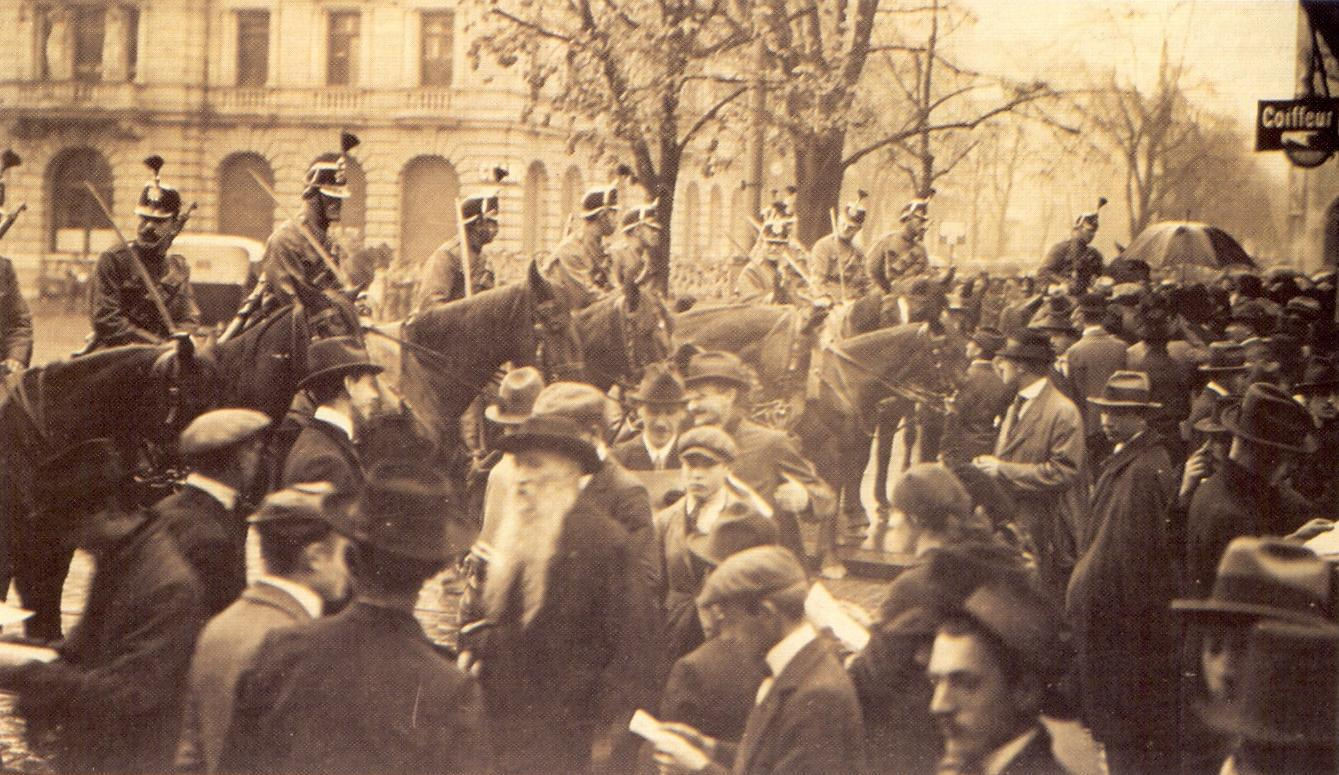
Kavallerie auf dem Paradeplatz Zürich während des Proteststreiks vom 9. November 1918

Wachmannschaft im Bundeshaus während des Landesstreiks

Verladen der Bahnpost durch Soldaten während des Landesstreiks

### 12. November: Streikbeginn
Der eigentliche Landesstreik begann am 12. November 1918. Um die Forderungen des Aktionskomitees zu untermauern, traten landesweit an diesem Tag etwa eine Viertelmillion Männer und Frauen in den Ausstand.
Vonseiten der Landesregierung wurde für den Streikbeginn rund 95'000 Mann Ordnungstruppen aufgeboten, davon 20'000 für Zürich und 12'000 für Bern. Die Einheiten kamen ausnahmslos aus „zuverlässigen“ ländlichen Gebieten und aus der Westschweiz. In vielen Ortschaften, etwa in Zürich und Basel, bildeten sich zudem Bürgerwehren. Die Truppen zeigten grosse Präsenz auf den Strassen, bewachten strategisch wichtige Gebäude und den Eisenbahnverkehr. Das Bundeshaus wurde militärisch besetzt. Auch unterstützten die Ordnungstruppen nicht nur die Post, sondern auch den Notbetrieb der bürgerlichen Zeitungen.
An den meisten Orten verlief der Streik relativ ruhig, zu Unruhen kam es in der Regel nur nach Aufmärschen des Militärs. Den tiefsten Eindruck hinterliess die Beteiligung der Arbeiter der Eisenbahn, welche die Bewegung in sonst kaum involvierte, ländliche Gegenden trugen. Auch wurde der Streikaufruf in der Westschweiz sowie im Tessin eher schwächer umgesetzt. Wichtigste Dienste wurden mithilfe des Militärs, höheren Angestellten, Studierenden und Bürgerwehren aufrechterhalten.
An der ausserordentlichen Session der Bundesversammlung stellte der freisinnige Bundespräsident Felix Calonder am 12. November sozialpolitische Reformen und eine Regierungsbeteiligung der SP in Aussicht, lehnte aber Verhandlungen mit dem Oltener Aktionskomitee ab und wandte sich in seiner Rede scharf gegen den angeblichen „bolschewistischen Terror“ und die „skrupellosen Hetzer“. Der landesweite Generalstreik sei «ein Verbrechen», argumentierte die bürgerliche, politische Mehrheit, während die Sozialdemokraten erneut vorgezogene Neuwahlen nach dem Proporz-System, eine Arbeitszeitbeschränkung auf 48-Stunden-Woche sowie entsprechende Sozialversicherungen forderte.

### 13. November: Ultimatum der Landesregierung
Sowohl die bürgerliche Mehrheit im Nationalrat als auch der Bundesrat zeigten sich in Absprache mit der Armeeführung als unerbittlich und erliessen am 13. November ein Ultimatum an die Streikleitung. Daraufhin beschloss das Aktionskomitee gegen eine Minderheit um Robert Grimm den Streikabbruch für den 14. November. Das Komitee befürchtete, dass der Streik durch die Armee niedergeschlagen würde. Dies hätte höchstwahrscheinlich einen Bürgerkrieg zur Folge, auf den man überhaupt nicht vorbereitet sei, so die Mehrheit des Oltener Aktionskomitees.
Der Nachrichtendienst der Armee hatte an der entscheidenden Sitzung einen Spitzel eingeschleust, der die Nachricht unter der Chiffre der „Käse würde billiger“ sofort weiterleitete. Für den Fall einer Fortsetzung des Streiks wären neue Truppenaufgebote und die Verhaftung der Streikführung geplant gewesen.

### 14. November: Letzter Streiktag und Tote von Grenchen
Entsprechend der Entscheidung des Oltener Aktionskomitees wurde am 14. November als letzter Streiktag im Landesstreik begangen.
Auch in Grenchen, bekannt für die vielen Uhrenfabriken, streikten die Arbeiter weiterhin und demonstrierten dabei in verschiedenen Teilen der Stadt teils aggressiv. Die Information des Streikabbruchs war offensichtlich nicht bis nach Grenchen durchgedrungen. Am Nordbahnhof demolierte eine Gruppe der rund 2'000 Streikenden am späten Vormittag die Geleise, um die Einfahrt des Zuges aus Basel zu verhindern. Daraufhin wurden zusätzliche Ordnungstruppen in die Stadt beordert, um Sicherheit herzustellen.
Unter der Führung von Major Henri Pelet versuchte das Militär am Nachmittag die Demonstrationen aufzulösen. Nachdem der Bahnhof geräumt worden war, verlagerten sich die Ansammlungen in das Stadtzentrum. In einem kleinen Gässchen rechtwinklig zur Solothurnstrasse, zwischen dem damaligen Restaurant Ochsen und dem Café Baumann, kam es zur Konfrontation zwischen Füsilieren des Waadtländer Infanteriebataillons 6 unter dem Kommando des Majors Pelet und Streikenden. Der Major befahl, das Gässchen zu räumen. Die Streikenden wichen jedoch nicht und drohten den Ordnungstruppen. In der Folge kommandierte Pelet die Schussabgabe. Gemäss offiziellen Akten fielen zwei Schüsse; drei Streikende, die drei jungen Uhrmacher Marius Noirjean (17), Fritz Scholl (21) und Hermann Lanz (29), starben. Nachträglich wurde zudem ein verletzter Streikender mit einem Armdurchschuss bekannt. Den Ungereimtheiten im Untersuchungsbericht (Anzahl Schüsse, fehlende Autopsie) wurde nie nachgegangen. Aufgrund des Beschriebs der Schusswunden ist nicht ausgeschlossen, dass Fritz Scholl von Pelet mit dessen Offiziersrevolver mehrfach gezielt in den Kopf geschossen wurde. Es war einer der letzten Einsätze der Schweizer Armee gegen das eigene Volk.

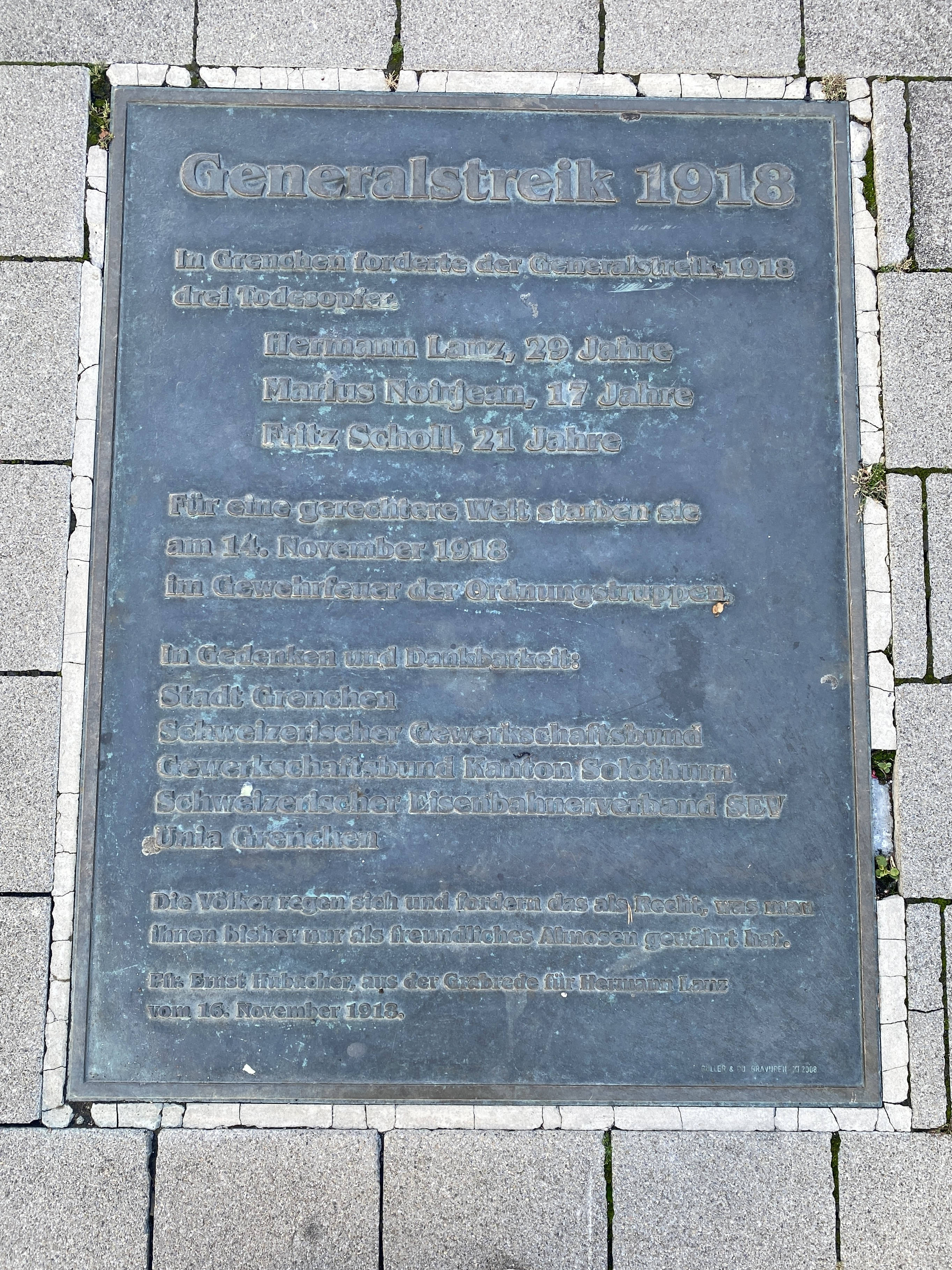
Gedenktafel für den Schweizer Generalstreik von 1918 in Grenchen

## Die Frage ausländischer Einflüsse
Die Frage ausländischer Einflüsse auf den Landesstreik war zeitgenössisch umstritten. Diskutiert wurde insbesondere die Rolle der vom baltischen Revolutionär Jan A. Berzin geleiteten Sowjetmission, die sich als eine Art inoffizielle Botschaft der neuen russischen Regierung im Mai 1918 in Bern installiert hatte und von den Schweizer Behörden zunächst geduldet wurde. Am 6. November, also noch vor dem Beginn des Landesstreiks, beschloss der Bundesrat auf Druck der Siegermächte des Weltkriegs die Ausweisung der Mission und am 12. November wurden ihre Mitglieder in einer Nacht-und-Nebel-Aktion abgeschoben. Entgegen der zeitgenössischen Verschwörungstheorien, die in der bürgerlichen Erinnerungskultur noch lange Zeit populär bleiben sollten, lässt sich eine direkte Beteiligung der Sowjetmission an der Streikvorbereitung indessen weder aus schweizerischen noch aus russischen Akten belegen.
In der Westschweiz vermutete die bürgerliche Presse zudem deutsche Revolutionäre als Drahtzieher, die angeblich durch Unruhen in der Schweiz in Kontinuität zum Wilhelminischen Reich Frankreich zu schaden versuchten. Ferner zirkulierten Anfang November in Bern auch Gerüchte über Interventionsabsichten der Westmächte für den Fall revolutionärer Unruhen in der Schweiz. Auch hier geben die Quellen aber keine Hinweise auf konkrete Planungen.
Unbestritten sind hingegen die umfangreichen propagandistischen, kriegswirtschaftlichen, geheimdienstlichen und diplomatischen Aktivitäten der Kriegsführenden in der Schweiz, die auch die Vorgeschichte des Landesstreiks beeinflussten. Eine Reihe von Bombenfunden und Sprengstoffattentaten auf industrielle Einrichtungen in der Schweiz konnten bereits während des Krieges auf das Wirken deutscher oder französischer Agenten bzw. des deutschen Konsulats in Zürich zurückgeführt werden. Ein am 9. Oktober 1918 im Bahndamm Seebach bei Zürich entdecktes Sprengstofflager mit Material deutscher Herkunft wurde vom rechtsgerichteten Bezirksanwalt Otto Heusser auf eine fiktive anarchistische Gruppierung zurückgeführt und steigerte im Bürgertum die Revolutionsfurcht, obgleich es sich um Material handelte, das zuvor bei einem anderen Fund auf Sabotagevorbereitungen des deutschen Konsulats hatte zurückgeführt werden konnte.
Manches weist darauf hin, dass die Frage nach dem Standort der Friedenskonferenz, ob in der Schweiz oder in Frankreich, eine wesentliche Rolle für das enorme Militäraufgebot bei Kriegsende wie auch die massive Übertreibung angeblicher Revolutionsgefahr in der Schweiz seitens der französischen Diplomatie spielte.

## Nach dem Landesstreik

### Rückkehr zur Arbeit und weitere Streiks
Am Freitag, 15. November, wurde fast überall wieder gearbeitet. Nur in Zürich streikten die Holz- und Metallarbeiter bis zum Wochenende weiter. Am 16. November fand in Zürich in Anwesenheit von General Wille und Emil Sonderegger ein grosses Defilee der Ordnungstruppen statt. Gleichentags wurden die toten Uhrenarbeiter von Grenchen beerdigt. Gemäss Untersuchungsbericht erlaubte die schnelle Beerdigung keine Autopsie.
In einem Vorstoss griff der Oltner SP-Nationalrat Jacques Schmid im Dezember 1918, rund einen Monat nach dem Landesstreik, den Armeeeinsatz in Grenchen mit drei Toten erneut auf. Er fragte dabei, ob die Schuldigen in der Armee zur Rechenschaft gezogen würden. Bundesrat Camille Decoppet, damaliger Vorsteher des Militärdepartementes argumentierte daraufhin, dass die Ordnungstruppen «ihre Pflicht getan hätten». Schuldig seien diejenigen, welche die Truppen gereizt und zur Revolution aufgefordert hätten.
Die seit 1917 anhaltende Streikwelle ging nach dem Landesstreik noch bis 1920 weiter. Volkswirtschaftsminister Edmund Schulthess mahnte am 23. Februar 1919 in einem Brief an Arbeitgeberpräsident Gustave Naville eine rasche Verwirklichung der 48-Stunden-Woche an: „Wenn wir nicht in kürzester Zeit irgendeine positive Konzession erreichen, so werden wir die schwierigste Erfahrung machen. […] Die Massen sind erregt, viele sind arbeitslos und ein Generalstreik fände unter solchen Verhältnissen viel besseren Boden als zu anderen Zeiten.“ Im Sommer 1919 kam es zu lokalen Generalstreiks in Basel und Zürich, bei denen Militäreinsätze fünf bzw. ein Todesopfer forderten und während denen die Möglichkeit eines zweiten Landesstreiks im Raum stand.

### Juristische Folgen
Nach dem Streikabbruch leitete die Militärjustiz gegen 3'504 Personen, vor allem Eisenbahner, Strafverfahren ein, die zu 127 Verurteilungen führten. Ferner erfolgten 46 Verurteilungen wegen Verweigerung des Ordnungsdienstes.
Im März und April 1919 fand dann der Landesstreikprozess gegen 21 Mitglieder der Streikleitung statt. Gegenstand des Prozesses war nicht der Streik an sich, sondern die Streikproklamation, die als Aufforderung zur Meuterei interpretiert werden konnte. Das Divisionsgericht III verurteilte die Angeklagten Robert Grimm, Fritz Platten und Friedrich Schneider zu je sechs Monaten und Ernst Nobs, von 1943 bis 1951 dann erster SP-Bundesrat, zu vier Wochen Gefängnis. Die restlichen Angeklagten wurden freigesprochen. Max Rüdt wurde 1919 für seine Rolle als Leiter des Grenchner Streikkomitees zweimal verurteilt, im März vom Amtsgericht Solothurn zu vier Wochen Haft und im November vom Territorialgericht 4 zu vier Monaten Haft und zwei Jahren Einstellung des Aktivbürgerrechts.
Keine Folgen hatte der Einsatz der Ordnungstruppen gegen die Streikenden. Weder die diensthabenden Kader der Ordnungstruppen noch die in Grenchen eingesetzten Füsiliere wurden je verurteilt.

### Politische Polarisierung
Die Jahre unmittelbar nach dem Landesstreik brachten eine Spaltung der Linken, eine Radikalisierung der Rechten und eine generelle politisch-gesellschaftliche Polarisierung der Schweiz. Im Jahre 1921 spaltete sich der linke Flügel der SP definitiv von ihr ab und konstituierte sich als Kommunistische Partei. Während die SP-Basis den Beitritt zur neu gegründeten Dritten Internationalen abgelehnt hatte, nachdem deren starke Abhängigkeit von Moskau deutlich geworden war, vollzog die neue KPS nun genau diesen Schritt. Nationalrat Fritz Platten, einer der Führer des Landesstreiks, wurde Sekretär der neuen Partei. Im Jahre 1923 emigrierte er gar in die Sowjetunion zur Gründung einer Landwirtschaftskommune. Er geriet in den 1930er-Jahren in den Strudel der stalinistischen Säuberungen und endete durch Erschiessung in einem Arbeitslager. Die grosse Mehrheit der Mitglieder und Wähler hielt dagegen der SP die Treue, die in der Folgezeit in einigen Städten die Regierungsmehrheit übernahm und auch in verschiedene Kantonsregierungen einzog, jedoch entgegen den bürgerlichen Versprechungen während des Landesstreiks noch bis zum Zweiten Weltkrieg als wählerstärkste Partei keine Vertretung im Bundesrat zugestanden erhielt.
Auf der rechten Seite kam es zu einem noch engeren Zusammenschluss des „Bürgerblocks“ und zu einer Radikalisierung. Die während des Landesstreiks entstandenen Bürgerwehren wurden ausgebaut, teilweise mit finanzieller Unterstützung von Grosskonzernen. Mit dem „Schweizerischen Vaterländischen Verband“ (SVV) entstand 1919 eine rechtsbürgerliche Kampforganisation, die nicht nur – in Zusammenarbeit mit dem EMD – eine Streikabwehr in lebensnotwendigen Betrieben organisierte und einen Nachrichtendienst zur Bespitzelung linker Organisationen unterhielt, sondern auch darum bemüht war, bei Wahlen und Abstimmungen die bürgerlichen Kräfte gegen die Arbeiterbewegung zu koordinieren. SVV-Präsident Eugen Bircher arbeitete ab 1919 auch mit paramilitärischen und rechtsextremen Kräften des Auslands, insbesondere aus Deutschland, zusammen.
Generell war die schweizerische Gesellschaft nach 1918 tief gespalten. Dies manifestierte sich etwa in der raschen Vermehrung eigenständiger Arbeiterkultur- und -freizeitorganisationen und der Konsolidierung des Arbeitermilieus als einer abgegrenzten Subkultur. Erst in der zweiten Hälfte der 30er Jahre kam es im Zeichen der „Geistigen Landesverteidigung“ wieder zu einer wenigstens teilweisen Annäherung zwischen Sozialdemokratie und Bürgertum.

### Der „Galop Social“ und das Schicksal der Landesstreikforderungen
Zugleich entfaltete sich nach 1918 eine Reformperiode („galop social“), bei der von reformbürgerlichen und gemässigt linken Kräften eine Vielzahl sozialpolitischer Vorschläge gemacht wurden. Im Frühjahr 1919 bewilligten die Eidgenössischen Räte 22 Millionen Franken für Arbeitsbeschaffungs- und Wohnbauförderungsmassnahmen. Die Bundessubventionen für den Wohnungsbau wurden in der Folge bis 1925 aufrechterhalten und führten zu einer massiven Zunahme der Zahl genossenschaftlicher Wohnungen. Diskutiert wurden im Sinne einer „Wirtschaftsdemokratie“ auch die Einführung betrieblicher Mitbestimmung, der Beteiligung der Arbeiter an den Unternehmensgewinnen sowie paritätischer Wirtschaftsräte auf kantonaler und Bundesebene. Vor den Wahlen 1919 verkündete die FDP, sie erstrebe „den Ausbau des Staates zum Sozialstaat“ unter „weitgehender Berücksichtigung der Interessen der Arbeiter und Angestellten“ und „besonderer Heranziehung der leistungsfähigen Kreise und der besitzenden Klassen“ zu dessen Finanzierung. Bereits im Dezember 1918 hatten mehrere linksbürgerliche Nationalräte einen Vorstoss für eine Totalrevision der Bundesverfassung eingereicht, der auf „die Sicherung einer möglichst billigen Ernährung der unselbständig erwerbenden Volksklassen“ durch Schaffung staatlicher Einfuhrmonopole und grosser Konsumgenossenschaften sowie die Gründung einer eidgenössischen Sozialversicherungsanstalt abzielte. Mit dem Abflauen der Revolutionsängste im Bürgertum versandete die Reformdynamik Anfang der 20er Jahre.
Die Generalstreikforderungen blieben Ende 1918 im Raum stehen und erlebten in der Folge unterschiedliche Schicksale. Während einige bis heute nicht verwirklicht sind – etwa die Tilgung der Staatsschulden durch die Besitzenden – wurden andere relativ rasch realisiert. Die erste Neuwahl des Nationalrates nach dem Proporzwahlrecht erfolgte im Herbst 1919. Dabei konnte die SP ihre Mandatszahl beinahe verdoppeln, während der Freisinn seine absolute Mehrheit einbüsste. Die 48-Stunden-Woche wurde 1919/20 flächendeckend verwirklicht. Dies bedeutete teilweise massive Arbeitszeitverkürzungen ohne Lohneinbusse. Die Einführung der AHV wurde vom Bundesrat bereits in der Sondersession während des Landesstreiks begrüsst und wenige Wochen nach dem Landesstreik nahm eine entsprechende Expertenkommission ihre Arbeit auf. 1925 hiess das Stimmvolk den AHV-Artikel in der Bundesverfassung gut. Erst die Furcht vor einem „zweiten 1918“ während des Zweiten Weltkriegs beschleunigte aber die Umsetzung, die 1948 Realität wurde. Noch länger dauerte es bis zur Realisierung des Frauenstimm- und -wahlrechtes. Während etwa in Deutschland und Österreich der entsprechende Schritt unmittelbar nach den Umstürzen im November 1918 gewagt wurde, liess man sich in der Schweiz dazu noch bis ins Jahr 1971 Zeit.

## Geschichtspolitische Instrumentalisierung
Der Landesstreik wurde noch im November 1918 in allerhand Verschwörungstheorien eingebaut, die sich in der Folge fortsetzten. Dabei wurde etwa behauptet, Robert Grimm habe von Lenin (zu dem er in Wirklichkeit ein sehr gespanntes Verhältnis hatte) persönlich Instruktionen für den Landesstreik als Anfang einer kommunistischen Revolution in der Schweiz erhalten, die ihrerseits Teil einer jüdisch-bolschewistischen Weltverschwörung gewesen wäre. Solche Legenden stützten sich wesentlich auf vom exilrussischen Schriftsteller und Übersetzer Serge Persky, der in Zusammenarbeit mit dem französischen Nachrichtendienst antibolschewistische Propaganda betrieb, gefälschte und im Frühjahr 1919 publizierte Dokumente. Demgemäss sei geplant gewesen, eine Sowjetschweiz unter Lenins Vertrauensmann Karl Radek zu errichten. Eine grossangelegte Untersuchung der Bundesanwaltschaft ab November 1918 förderte keinerlei Belege für einen organisatorischen Zusammenhang zwischen Streikleitung und der ausgewiesenen Sowjetmission zu Tage und während des Landesstreikprozesses 1919 bezeichnete der Militärstaatsanwalt die Vorstellung, beim Streik habe „fremdes Geld“ eine Rolle gespielt, gar als „Legende“.
Dennoch war der Negativmythos vom Umsturzversuch in der bürgerlichen Historiographie und Publizistik bis in die 1960er-Jahre prägend und wurde als politische Waffe gegen links verwendet. Von grossem Einfluss war die Broschüre Les troubles révolutionnaires en Suisse de 1916 à 1919, die der Militärpublizist Paul de Vallière 1926 veröffentlichte. De Vallière, später beim Armeepropagandadienst „Heer und Haus“ beschäftigt und 1945 wegen sexuellen Missbrauchs von Kindern dort entlassen, behauptete, der „revolutionäre Streik“ sei im September 1918 von zumeist jüdischen Bolschewisten „im Prinzip in Moskau beschlossen“ worden. 1938 stellte der Film Die Rote Pest, der von rechten Kreisen um Altbundesrat Jean-Marie Musy und den nachmaligen SS-Obersturmbannführer Franz Riedweg initiiert und in einem Studio in Nazi-Deutschland produziert worden war, den Landesstreik zusammen mit Unruhen und Konflikten in aller Welt als Teil einer jüdisch-bolschewistisch-intellektualistischen Verschwörung dar.
Mit der zunehmenden Integration der Arbeiterbewegung in den bürgerlichen Staat und den Ergebnissen quellenbasierter Forschung ab Mitte der 50er Jahre verschwand die geschichtspolitische Instrumentalisierung des Landesstreiks als angeblicher Revolutionsversuch in der zweiten Jahrhunderthälfte weitgehend. Erst 2018 griff Altbundesrat Christoph Blocher anlässlich des 100. Jahrestags die alten Revolutionslegenden wieder auf und dichtete Robert Grimm eine führende Rolle bei der russischen Revolution sowie die Absicht der Umgestaltung der Schweiz nach sowjetischem Vorbild an. Die historische Fachwelt wies diese Interpretation aufgrund fundamentaler faktischer Irrtümer und Blochers unbewusster Übernahme kommunistischer Propagandalügen zurück, die Neue Zürcher Zeitung qualifizierte sie als „Humbug“, der „jeglicher Evidenz entbehrt“, SGB-Präsident Paul Rechsteiner bezeichnete Blocher als „Geschichtsklitterer“ und gemäss Frank A. Meyer spotteten Blochers Ausführungen „jeder historischen Wirklichkeit“. Andere SVP-Exponenten repetierten die Blocher'schen Behauptungen.

## Gedenken an den Landesstreik

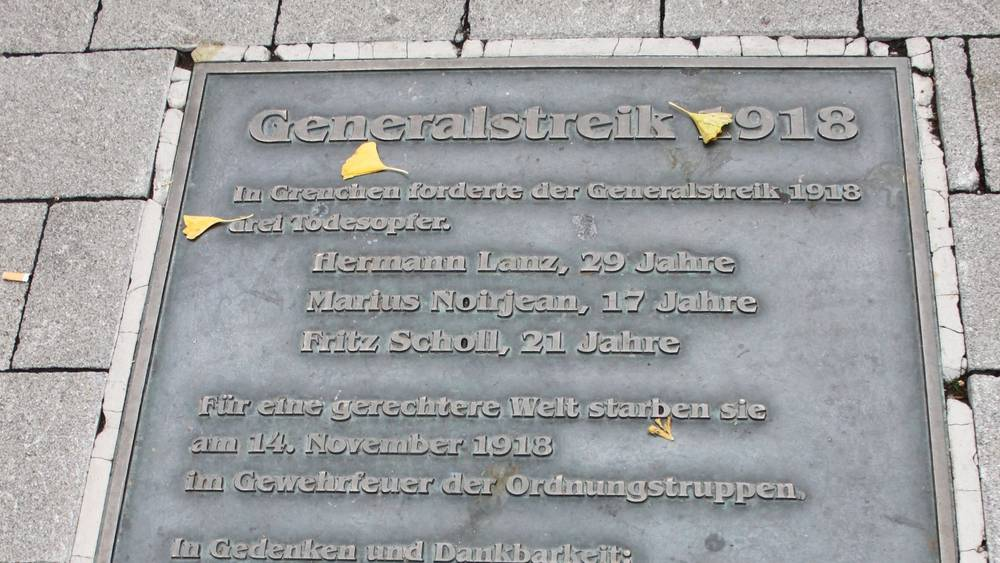
Gedenktafel in Grenchen

Während rund 40 Jahren erinnerte einzig der Gedenkstein auf dem Friedhof von Grenchen an die getöteten Uhrenarbeiter und damit an den Landesstreik. Der Stein wurde um 1950 entfernt.
In Olten wurde am 11. November 2008, zum 90. Jahrestag des Landesstreiks, das erste Denkmal eingeweiht, das an den Landesstreik erinnert. Eine Woche später, am 18. November 2008, wurde auf dem Zytplatz von Grenchen eine Gedenktafel zu Ehren von Marius Noirjean, Fritz Scholl und Hermann Lanz enthüllt.
Im November 2018, 100 Jahre nach dem Landesstreik, fanden in der ganzen Schweiz diverse Gedenkanlässe statt. So gedachten am 10. November rund 1.400 Personen in den Werkhallen der SBB, welche damals auch bestreikt wurden, des Landesstreiks von 1918. Am Anlass, welcher unter anderem von der SP organisiert wurde, standen die sozialen Errungenschaften im Nachgang an den Landesstreik im Vordergrund. Als Rednerin war SP-Bundesrätin Simonetta Sommaruga geladen. Auch in Grenchen traf sich am 14. November die Bevölkerung bei der Gedenktafel zur Kranzniederlegung im Gedenken an die toten Uhrenarbeiter. Im Anschluss wurde ein Film zum Landesstreik gezeigt.

## Filme
- Rückblick auf die Arbeiterbewegung, SRF 1963, 20 Minuten (Interviews mit Zeitzeugen des Landesstreiks)
- Jacqueline Veuve: La Grève générale de 1918. Genf 1972, 26 Minuten.
- Frédéric Hausammann: 1918: L'affrontement de la grève générale. (2018), RTS 2018, 74 Minuten. Mit deutschen Untertiteln.
- Hansjürg Zumstein: Generalstreik 1918 – die Schweiz am Rande eines Bürgerkrieges. Dokufiktion, SRF 2018, 92 Minuten.

Der Film von Zumstein wurde kritisiert wegen seiner Zuspitzung auf wenige Personen und Ereignisse, seiner Ausblendung der Streik- und Protestwelle gegen die Versorgungskrise von 1916 bis 1919 und seiner Vernachlässigung der Perspektive der «kleinen Leute».